# Верещиця (село)
Вере́щиця — село в Україні, у Яворівському районі Львівської області. Населення становить 528 осіб. Орган місцевого самоврядування — Івано-Франківська селищна рада.
На деяких картографічних ресурсах помилково позначене як Верешиця.
14 листопада 1903 року відкрили «Локальну залізницю Львів (Клепарів) — Яворів», яка проходила через Янів, Лелехівку, Верещицю та Старичі. В селі була станція Верещиця-Вишенька.

## Населення

### Мова
Розподіл населення за рідною мовою за даними перепису 2001 року:
| Мова            | Кількість | Відсоток |
| --------------- | --------- | -------- |
| українська      | 516       | 97.73%   |
| російська       | 11        | 2.08%    |
| інші/не вказали | 1         | 0.19%    |
| Усього          | 528       | 100%     |